# Heinz Friege
Heinz Friege (* 4. August 1923 in Dresden; † 4. Juli 2012 in Remscheid) war ein deutscher Maler und Grafiker, Galerist und Kunsterzieher.

## Leben und Werk
Heinz Friege kehrte schwer verletzt aus dem Zweiten Weltkrieg zurück und studierte von 1947 bis 1951 an der von Will Grohmann geleiteten Staatlichen Hochschule für Werkkunst  freie und Gebrauchsgrafik. Im Studentenrat engagiert, war er schließlich von der Verhaftung durch die Stasi bedroht und floh mit seiner Ehefrau Gundis und zwei Kindern in den Westen, wo er 1952 eine Stelle als Schriftmaler in Lennep antrat.
Später arbeitete er als Kunsterzieher in Ennepetal; von 1960 bis 1983 war er außerdem der letzte Stadtgrafiker Remscheids. Zu seinen Aufgaben gehörte die Gestaltung von Urkunden und Theaterplakaten. Seine frühen Arbeiten, darunter handkalligraphierte Schrifttafeln, wurden 2010 in der Städtischen Graphothek in Remscheid gezeigt.
Zusammen mit seiner Partnerin Gundis betrieb Heinz Friege von 1985 bis 2005 in seinem Privathaus in Remscheid die Werkstattgalerie Gundis und Heinz Friege, eine Galerie für Konkrete Kunst. Das Paar erhielt dafür im Jahr 1998 die Verdienstmedaille des Verdienstordens der Bundesrepublik Deutschland.
Friege brachte von seinen Studienreisen, die er ab 1960 unternahm, rund 48.000 Farbaufnahmen mit. Er dokumentierte vor allem romanische Skulpturen und Architektur in Frankreich und Spanien. Die Kleinbilddiapositive befinden sich seit 2004 im Bildarchiv der Universität Marburg.

## Ausstellungen (unvollständig)
- 1948: Dresden, Haus des Kulturbunds („Die Jungen. Malerei, Grafik, Plastik“)

- 2010: Proportionen – Progressionen, Arbeiten von Heinz Friege. Forum Konkrete Kunst, Erfurt, Peterskirche
- 2010: Kalligraphien von Heinz Friege. Graphothek der Städtischen Bibliothek, Remscheid
- 2006: 20 Jahre Werkstattgalerie Gundis und Heinz Friege, Jubiläums-Ausstellung, Städtischen Galerie Remscheid (mit Katalog)
- 1995: Werkstatt konkreter Kunst: 10 Jahre Galerie Gundis und Heinz Friege Remscheid,  Städtischen Galerie Remscheid und Theatergalerie (mit Katalog)